# Metoma
Metoma è una piccola isola dell'Oceano Pacifico, nello Stato di Vanuatu.
Fa parte delle Isole Torres nella provincia di Torba. Si trova tra Tegua e isole Hiu. L'altezza massima è di 115 m. Metoma è abitata da una particolare specie di granchio, il granchio del cocco.
L'isola ha una lunghezza di 2,4 km e una larghezza di 1,4 km.